# Koszmosz–1818
A Koszmosz–1818 (cirill betűkkel: Космос–1818) ionhajtómű tesztelésére szolgáló szovjet Plazma–A típusú technológiai műhold repülése volt.

## Küldetés
A szovjet Legenda (oroszul: Легенда) tengeri felderítő rendszerhez készült USZ–A típusú, aktív radarberendezéssel felszerelt felderítő műhold. 
A Plazma-A-NEK első kísérleti tesztrepülése, az új TEU-5 Topol reaktor (10 kW), új ionmotorok és modernizált eszközök (iontájoló és segédmotorok; mágneses navigációs rendszer; napérzékelő; mágneses kiegyenlítők; mágneses mező mérésének műszere; sokcsatornás adatátviteli rendszer) alkalmasságának ellenőrzésére. Célja a hadihajók (polgári hajók) mozgásának figyelemmel kísérése. A Koszmosz–1771 programját folytatta.

## Jellemzői
Operatív üzemeltető az МО minisztérium (oroszul: Министерство обороны).
1987. február 1-én a Bajkonuri űrrepülőtér indítóállomásról egy Ciklon-2 hordozórakétával juttatták alacsony Föld körüli pályára. Az orbitális egység pályája 100,7 perces, 65 fokos hajlásszögű, elliptikus pálya, perigeuma 788 kilométer, apogeuma 801 kilométer volt. Hasznos tömege 1500 kilogramm.
Háromtengelyesen Földre stabilizált műhold. A sorozat felépítését, szerkezetét, alapvető fedélzeti rendszereit tekintve egységesített, szabványosított űreszköz. Felépítése hengeres, átmérője 1,3 méter, hossza 10 méter, az elején van elhelyezve a TEU–5 (oroszul: ТЭУ-5 [термоэмиссионная энергетическая установка], további ismert megjelölések Topaz (Топаз) illetve Topol-1 (Тополь-1).
A TEU-5 Topolt reaktor legfőbb feladata, hogy a radarberendezés megbízható energiaforrása legyen. Pályamagassága nem igényli, hogy szolgálati idejének végén magasabb pályára emeljék. Pályamagasságát 130 napig tartotta, majd a földi gravitáció hatására egyre lejjebb került, ezért pályakorrekciót végeztek. Az űregység orbitális pályáját 9 alkalommal korrigálták (utoljára 2009-ben), biztosítva a közel körpályás haladási magasságot. Pályamódosítást elősegítő hajtóműve a Plasma-2 SPT. Aktív szolgálati ideje mintegy 400 napig tartott.
2009. január 1-jén az orbitális egység pályáját 100,62 perces, 65,01 fokos hajlásszögű, elliptikus pálya-perigeumát 777 kilométerre, apogeumát 798 kilométerre emelték.
Szolgálati ideje, megsemmisülési időpontja ismeretlen.